# Torneo Clausura 2019 de Segunda División (Venezuela)
El Torneo Clausura es la segunda de las tres fases de la Segunda División de Venezuela 2019.

## Aspectos Generales

### Modalidad
La primera fase los 20 equipos están divididos en 3 grupos, por cercanía geográfica, de 6 equipos de dos y 7 equipos uno; donde se enfrentan en formato de ida y vuelta contra cada rival del grupo para totalizar 10 partidos. Esta fase se llama Torneo Clausura.

## Tablas de posiciones

### Grupo Occidental
|   | Equipo                  | JJ | JG | JE | JP | GF | GC | PTS | DG  |
| - | ----------------------- | -- | -- | -- | -- | -- | -- | --- | --- |
| 1 | TFC Maracaibo           | 12 | 8  | 2  | 2  | 25 | 17 | 26  | 8   |
| 2 | Atlético El Vigía       | 12 | 7  | 3  | 2  | 25 | 12 | 24  | 13  |
| 3 | Hermanos Colmenarez     | 12 | 6  | 3  | 3  | 23 | 19 | 21  | 4   |
| 4 | Real Frontera S.C.      | 12 | 5  | 2  | 5  | 22 | 19 | 17  | 3   |
| 5 | Deportivo JBL del Zulia | 12 | 4  | 2  | 6  | 33 | 29 | 14  | 4   |
| 6 | ULA F.C.                | 12 | 2  | 4  | 6  | 19 | 28 | 10  | -9  |
| 7 | Ureña S.C.              | 12 | 1  | 2  | 9  | 8  | 29 | 5   | -21 |

#### Resultados
- Los horarios corresponden a la hora local de Venezuela (UTC−04:00)

Calendario sujeto a cambios
Primera Vuelta
| Hermanos Colmenarez | 2 : 2 | Deportivo JBL del Zulia | Estadio Reinaldo Melo         | 10 de agosto | 15:30 | 350 |
| Atlético El Vigía   | 1 : 1 | ULA F.C.                | Estadio Ramón Hernández       | 11 de agosto | 15:30 | 200 |
| Ureña S.C.          | 0 : 0 | Real Frontera S.C.      | Polideportivo de Pueblo Nuevo | 11 de agosto | 16:00 | 50  |

| ULA F.C.                | 2 : 2 | TFC Maracaibo       | Estadio Campo de Oro    | 17 de agosto | 15:30 | 486 |
| Deportivo JBL del Zulia | 7 : 1 | Ureña S.C.          | José Encarnación Romero | 17 de agosto | 15:30 | 138 |
| Real Frontera S.C.      | 2 : 3 | Hermanos Colmenarez | Complejo Deportivo UCAT | 18 de agosto | 15:30 | 50  |

| Real Frontera S.C.  | 4 : 2 | Deportivo JBL del Zulia | Complejo Deportivo UCAT | 21 de agosto | 15:30 |  |
| Hermanos Colmenarez | 0 : 2 | Atlético El Vigía       | Estadio Reinaldo Melo   | 21 de agosto | 15:30 |  |
| TFC Maracaibo       | 1 : 0 | Ureña S.C.              | José Encarnación Romero | 21 de agosto | 16:00 |  |

| TFC Maracaibo | 3 : 1 | Hermanos Colmenarez | José Encarnación Romero | 24 de agosto | 15:30 |     |
| ULA F.C.      | 2 : 3 | Real Frontera S.C.  | Metropolitano de Mérida | 24 de agosto | 15:30 | 327 |
| Ureña S.C.    | 3 : 2 | Atlético El Vigía   | Complejo Deportivo UCAT | 25 de agosto | 15:00 |     |

| Atlético El Vigía   | 1 : 1 | Deportivo JBL del Zulia | Estadio Ramón Hernández | 28 de agosto | 15:30 |     |
| Hermanos Colmenarez | 5 : 2 | ULA F.C.                | Estadio Reinaldo Melo   | 28 de agosto | 15:30 | 510 |
| TFC Maracaibo       | 2 : 1 | Real Frontera S.C.      | José Encarnación Romero | 28 de agosto | 16:00 |     |

| Deportivo JBL del Zulia | 1 : 3 | TFC Maracaibo      | José Encarnación Romero | 31 de agosto    | 16:00 |     |
| Atlético El Vigía       | 3 : 1 | Real Frontera S.C. | Estadio Ramón Hernández | 1 de septiembre | 15:30 | 200 |
| Ureña S.C.              | 0 : 0 | ULA F.C.           | Complejo Deportivo UCAT | 1 de septiembre | 15:30 | 70  |

| ULA F.C.      | 3 : 4 | Deportivo JBL del Zulia | Metropolitano de Mérida | 7 de septiembre | 15:30 |  |
| TFC Maracaibo | 0 : 3 | Atlético El Vigía       | José Encarnación Romero | 7 de septiembre | 16:00 |  |
| Ureña S.C.    | 0 : 3 | Hermanos Colmenarez     | Complejo Deportivo UCAT | 8 de septiembre | 15:30 |  |

Segunda Vuelta
| ULA F.C.                | 1 : 4 | Atlético El Vigía   | Metropolitano de Mérida | 14 de septiembre | 15:30 |  |
| Deportivo JBL del Zulia | 5 : 2 | Hermanos Colmenarez | José Encarnación Romero | 14 de septiembre | 15:30 |  |
| Real Frontera S.C.      | 2 : 1 | Ureña S.C.          | Complejo Deportivo UCAT | 15 de septiembre | 15:00 |  |

| Hermanos Colmenarez | 2 : 1 | Real Frontera S.C.      | Estadio Reinaldo Melo   | 21 de septiembre | 15:30 |  |
| TFC Maracaibo       | 1 : 0 | ULA F.C.                | José Encarnación Romero | 21 de septiembre | 16:00 |  |
| Ureña S.C.          | 0 : 3 | Deportivo JBL del Zulia | Complejo Deportivo UCAT | 22 de septiembre | 15:30 |  |

| Atlético El Vigía       | 0 : 1 | Hermanos Colmenarez | Estadio Ramón Hernández | 25 de septiembre | 15:30 |
| Ureña S.C.              | 2 : 4 | TFC Maracaibo       | Complejo Deportivo UCAT | 25 de septiembre | 16:00 |
| Deportivo JBL del Zulia | 1 : 3 | Real Frontera S.C.  | José Encarnación Romero | 26 de septiembre | 15:30 |

| Hermanos Colmenarez | 1 : 1 | TFC Maracaibo | Estadio Reinaldo Melo   | 28 de septiembre | 15:30 |
| Atlético El Vigía   | 2 : 0 | Ureña S.C.    | Estadio Ramón Hernández | 29 de septiembre | 15:30 |
| Real Frontera S.C.  | 4 : 0 | ULA F.C.      | Complejo Deportivo UCAT | 29 de septiembre | 16:00 |

| ULA F.C.                | 1 : 1 | Hermanos Colmenarez | Estadio Campo de Oro    | 2 de octubre | 15:30 |
| Real Frontera S.C.      | 1 : 3 | TFC Maracaibo       | Complejo Deportivo UCAT | 2 de octubre | 16:00 |
| Deportivo JBL del Zulia | 3 : 4 | Atlético El Vigía   | José Encarnación Romero | 3 de octubre | 15:30 |

| ULA F.C.           | 3 : 1 | Ureña S.C.              | Estadio Campo de Oro    | 5 de octubre | 15:30 |
| Real Frontera S.C. | 0 : 0 | Atlético El Vigía       | Complejo Deportivo UCAT | 6 de octubre | 15:30 |
| TFC Maracaibo      | 4 : 2 | Deportivo JBL del Zulia | José Encarnación Romero | 7 de octubre | 15:30 |

| Hermanos Colmenarez     | 2 : 0 | Ureña S.C.    | Estadio Reinaldo Melo   | 12 de octubre | 15:30 |
| Atlético El Vigía       | 3 : 1 | TFC Maracaibo | Estadio Ramón Hernández | 12 de octubre | 15:30 |
| Deportivo JBL del Zulia | 2 : 4 | ULA F.C.      | José Encarnación Romero | 12 de octubre | 15:30 |

### Grupo Central
|   | Equipo           | JJ | JG | JE | JP | GF | GC | PTS | DG  |
| - | ---------------- | -- | -- | -- | -- | -- | -- | --- | --- |
| 1 | Atlético Furrial | 10 | 6  | 2  | 2  | 16 | 8  | 20  | 8   |
| 2 | Yaracuyanos F.C. | 10 | 6  | 1  | 3  | 18 | 8  | 19  | 10  |
| 3 | Deportivo Petare | 10 | 5  | 2  | 3  | 12 | 11 | 17  | 1   |
| 4 | Yaracuy F.C.     | 10 | 5  | 1  | 4  | 14 | 12 | 16  | 2   |
| 5 | Libertador F.C.  | 10 | 2  | 1  | 7  | 7  | 14 | 7   | -7  |
| 6 | GV Maracay       | 10 | 2  | 1  | 7  | 10 | 24 | 7   | -14 |

#### Resultados
- Los horarios corresponden a la hora local de Venezuela (UTC−04:00)

Calendario sujeto a cambios
Primera Vuelta
| Yaracuy F.C.     | 1 : 0 | Yaracuyanos F.C. | Florentino Oropeza     | 10 de agosto | 15:30 | 750 |
| Libertador F.C.  | 1 : 1 | GV Maracay       | Estadio de la USM      | 11 de agosto | 15:30 | 87  |
| Deportivo Petare | 0 : 0 | Atlético Furrial | Cocodrilos Sports Park | 11 de agosto | 15:30 | 179 |

| Atlético Furrial | 2 : 1 | Yaracuy F.C.     | Rafael Calles Pinto | 16 de agosto | 15:30 |  |
| Yaracuyanos F.C. | 4 : 0 | Libertador F.C.  | Florentino Oropeza  | 17 de agosto | 15:30 |  |
| GV Maracay       | 1 : 3 | Deportivo Petare | Giuseppe Antonelli  | 17 de agosto | 15:30 |  |

| Yaracuy F.C.    | 1 : 1 | Deportivo Petare | Florentino Oropeza | 24 de agosto | 15:30 | 480 |
| GV Maracay      | 0 : 2 | Yaracuyanos F.C. | Giuseppe Antonelli | 24 de agosto | 15:30 |     |
| Libertador F.C. | 2 : 1 | Atlético Furrial | Estadio de la USM  | 25 de agosto | 15:30 |     |

| Atlético Furrial | 1 : 1 | Yaracuyanos F.C. | Rafael Calles Pinto    | 30 de agosto    | 15:30 |     |
| Yaracuy F.C.     | 1 : 0 | GV Maracay       | Florentino Oropeza     | 31 de agosto    | 15:30 |     |
| Deportivo Petare | 1 : 0 | Libertador F.C.  | Cocodrilos Sports Park | 1 de septiembre | 15:30 | 374 |

| Yaracuyanos F.C. | 2 : 0 | Deportivo Petare | Florentino Oropeza | 7 de septiembre | 15:30 | 715 |
| GV Maracay       | 1 : 2 | Atlético Furrial | Giuseppe Antonelli | 7 de septiembre | 15:30 |     |
| Libertador F.C.  | 1 : 2 | Yaracuy F.C.     | Estadio de la USM  | 8 de septiembre | 15:30 |     |

Segunda Vuelta
| Atlético Furrial | 1 : 0 | Deportivo Petare | Rafael Calles Pinto | 13 de septiembre | 15:30 |
| GV Maracay       | 2 : 1 | Libertador F.C.  | Giuseppe Antonelli  | 14 de septiembre | 15:30 |
| Yaracuyanos F.C. | 3 : 1 | Yaracuy F.C.     | Florentino Oropeza  | 14 de septiembre | 15:30 |

| Yaracuy F.C.     | 0 : 2 | Atlético Furrial | Florentino Oropeza     | 21 de septiembre | 15:30 |
| Libertador F.C.  | 0 : 1 | Yaracuyanos F.C. | Estadio de la USM      | 22 de septiembre | 15:30 |
| Deportivo Petare | 2 : 1 | GV Maracay       | Cocodrilos Sports Park | 22 de septiembre | 15:30 |

| Atlético Furrial | 1 : 0 | Libertador F.C. | Rafael Calles Pinto    | 27 de septiembre | 15:30 |
| Yaracuyanos F.C. | 1 : 2 | GV Maracay      | Florentino Oropeza     | 28 de septiembre | 15:30 |
| Deportivo Petare | 2 : 1 | Yaracuy F.C.    | Cocodrilos Sports Park | 29 de septiembre | 15:30 |

| GV Maracay       | 1 : 5 | Yaracuy F.C.     | Giuseppe Antonelli | 5 de octubre | 15:30 |
| Yaracuyanos F.C. | 2 : 0 | Atlético Furrial | Florentino Oropeza | 5 de octubre | 15:30 |
| Libertador F.C.  | 2 : 0 | Deportivo Petare | Estadio de la USM  | 5 de octubre | 15:30 |

| Atlético Furrial | 6 : 1 | GV Maracay       | Rafael Calles Pinto    | 11 de octubre | 15:30 |
| Deportivo Petare | 3 : 2 | Yaracuyanos F.C. | Cocodrilos Sports Park | 13 de octubre | 15:30 |
| Yaracuy F.C.     | 1 : 0 | Libertador F.C.  | Florentino Oropeza     | 13 de octubre | 15:30 |

### Grupo Oriental
|   | Equipo                   | JJ | JG | JE | JP | GF | GC | PTS | DG  |
| - | ------------------------ | -- | -- | -- | -- | -- | -- | --- | --- |
| 1 | Angostura F.C.           | 12 | 7  | 4  | 1  | 26 | 11 | 25  | 15  |
| 2 | Petroleros de Anzoátegui | 12 | 7  | 4  | 1  | 20 | 10 | 25  | 10  |
| 3 | UCV F.C.                 | 12 | 6  | 4  | 2  | 14 | 8  | 22  | 6   |
| 4 | Fundación AIFI           | 12 | 5  | 1  | 6  | 14 | 18 | 16  | -4  |
| 5 | Ciudad Vinotinto         | 12 | 2  | 4  | 6  | 8  | 15 | 10  | -5  |
| 6 | Dynamo Puerto            | 12 | 2  | 3  | 7  | 9  | 20 | 9   | -11 |
| 7 | Chicó de Guayana         | 12 | 2  | 2  | 8  | 10 | 21 | 8   | -11 |

#### Resultados
- Los horarios corresponden a la hora local de Venezuela (UTC−04:00)

Calendario sujeto a cambios
Primera Vuelta
| Dynamo Pueto             | 0 : 1 | Angostura F.C.   | Estadio Francisco Massiani | 11 de agosto | 15:00 | 358 |
| Petroleros de Anzoátegui | 0 : 0 | Ciudad Vinotinto | José Antonio Anzoátegui    | 11 de agosto | 15:30 | 356 |
| Chicó de Guayana         | 1 : 2 | Fundación AIFI   | CTE Cachamay               | 12 de agosto | 15:00 | 425 |

| Ciudad Vinotinto | 0 : 0 | Chicó de Guayana         | José Antonio Anzoátegui | 17 de agosto | 15:30 | 82  |
| Fundación AIFI   | 1 : 3 | Petroleros de Anzoátegui | CTE Cachamay            | 18 de agosto | 15:30 | 100 |
| Angostura F.C.   | 1 : 1 | UCV F.C.                 | Ricardo Tulio Maya      | 18 de agosto | 16:00 | 450 |

| UCV F.C.                 | 1 : 0 | Chicó de Guayana | Olímpico de la UCV              | 21 de agosto | 15:00 | 205 |
| Petroleros de Anzoátegui | 3 : 1 | Dynamo Pueto     | Estadio José Antonio Anzoátegui | 21 de agosto | 15:30 |     |
| Angostura F.C.           | 1 : 0 | Ciudad Vinotinto | Ricardo Tulio Maya              | 21 de agosto | 16:00 | 800 |

| Dynamo Pueto     | 2 : 1 | Fundación AIFI   | Estadio Francisco Massiani | 25 de agosto     | 15:00 | 282 |
| Chicó de Guayana | 1 : 2 | Angostura F.C.   | CTE Cachamay               | 25 de agosto     | 15:00 | 342 |
| UCV F.C.         | 2 : 1 | Ciudad Vinotinto | Olímpico de la UCV         | 10 de septiembre | 16:00 |     |

| Ciudad Vinotinto | 2 : 0 | Fundación AIFI           | Estadio José Antonio Anzoátegui | 28 de agosto | 15:00 | 80  |
| Chicó de Guayana | 2 : 0 | Dynamo Pueto             | CTE Cachamay                    | 28 de agosto | 15:00 |     |
| UCV F.C.         | 1 : 1 | Petroleros de Anzoátegui | Olímpico de la UCV              | 28 de agosto | 15:30 | 216 |

| Dynamo Pueto             | 0 : 1 | Ciudad Vinotinto | Estadio Francisco Massiani      | 1 de septiembre | 15:00 | 650 |
| Fundación AIFI           | 1 : 2 | UCV F.C.         | Ricardo Tulio Maya              | 1 de septiembre | 15:00 | 98  |
| Petroleros de Anzoátegui | 1 : 2 | Angostura F.C.   | Estadio José Antonio Anzoátegui | 1 de septiembre | 15:30 | 85  |

| UCV F.C.                 | 0 : 0 | Dynamo Pueto     | Olímpico de la UCV              | 6 de septiembre | 17:00 |
| Petroleros de Anzoátegui | 2 : 1 | Chicó de Guayana | Estadio José Antonio Anzoátegui | 8 de septiembre | 15:30 |
| Angostura F.C.           | 1 : 1 | Fundación AIFI   | Ricardo Tulio Maya              | 8 de septiembre | 16:00 |

Segunda Vuelta
| Fundación AIFI   | 1 : 0 | Chicó de Guayana         | CTE Cachamay                    | 14 de septiembre | 15:30 |
| Ciudad Vinotinto | 1 : 1 | Petroleros de Anzoátegui | Estadio José Antonio Anzoátegui | 14 de septiembre | 16:00 |
| Angostura F.C.   | 6 : 1 | Dynamo Pueto             | Ricardo Tulio Maya              | 15 de septiembre | 16:00 |

| Chicó de Guayana         | 2 : 0 | Ciudad Vinotinto | CTE Cachamay                    | 20 de septiembre | 15:30 |
| UCV F.C.                 | 1 : 1 | Angostura F.C.   | Olímpico de la UCV              | 21 de septiembre | 15:30 |
| Petroleros de Anzoátegui | 3 : 1 | Fundación AIFI   | Estadio José Antonio Anzoátegui | 22 de septiembre | 15:30 |

| Ciudad Vinotinto | 2 : 3 | Angostura F.C.           | Estadio José Antonio Anzoátegui | 25 de septiembre | 15:00 |
| Chicó de Guayana | 0 : 1 | UCV F.C.                 | CTE Cachamay                    | 25 de septiembre | 15:00 |
| Dynamo Puerto    | 0 : 1 | Petroleros de Anzoátegui | Estadio Francisco Massiani      | 25 de septiembre | 15:30 |

| Fundación AIFI   | 2 : 0 | Dynamo Puerto    | CTE Cachamay                    | 27 de septiembre | 18:00 |
| Ciudad Vinotinto | 0 : 1 | UCV F.C.         | Estadio José Antonio Anzoátegui | 28 de septiembre | 16:00 |
| Angostura F.C.   | 6 : 0 | Chicó de Guayana | Ricardo Tulio Maya              | 29 de septiembre | 15:00 |

| Petroleros de Anzoátegui | 1 : 0 | UCV F.C.         | Estadio José Antonio Anzoátegui | 1 de octubre | 15:30 |
| Fundación AIFI           | 2 : 0 | Ciudad Vinotinto | CTE Cachamay                    | 2 de octubre | 15:00 |
| Dynamo Puerto            | 2 : 2 | Chicó de Guayana | Estadio Francisco Massiani      | 2 de octubre | 15:30 |

| UCV F.C.         | 3 : 0 | Fundación AIFI           | Olímpico de la UCV      | 4 de octubre | 18:00 |  |
| Ciudad Vinotinto | 1 : 1 | Dynamo Puerto            | José Antonio Anzoátegui | 5 de octubre | 15:00 |  |
| Angostura F.C.   | 1 : 1 | Petroleros de Anzoátegui | Ricardo Tulio Maya      | 5 de octubre | 15:30 |  |

| Dynamo Puerto    | 2 : 1 | UCV F.C.                 | Estadio Francisco Massiani | 11 de octubre | 15:30 |
| Chicó de Guayana | 1 : 4 | Petroleros de Anzoátegui | CTE Cachamay               | 11 de octubre | 15:00 |
| Fundación AIFI   | 2 : 1 | Angostura F.C.           | CTE Cachamay               | 13 de octubre | 16:00 |

## Tabla
| Pos. | Equipo                   | Pts. | PJ | G | E | P | GF | GC | Dif. | Clasificación 2019       |
| ---- | ------------------------ | ---- | -- | - | - | - | -- | -- | ---- | ------------------------ |
| 1    | TFC Maracaibo            | 26   | 12 | 8 | 2 | 2 | 25 | 17 | +8   | Clasifican a la liguilla |
| 2    | Angostura F.C.           | 25   | 12 | 7 | 4 | 1 | 26 | 11 | +15  | Clasifican a la liguilla |
| 3    | Petroleros de Anzoátegui | 25   | 12 | 7 | 4 | 1 | 20 | 10 | +10  | Clasifican a la liguilla |
| 4    | Atlético El Vigía        | 24   | 12 | 7 | 3 | 2 | 25 | 12 | +13  | Clasifican a la liguilla |
| 5    | UCV F.C.                 | 22   | 12 | 6 | 4 | 2 | 14 | 8  | +6   | Clasifican a la liguilla |
| 6    | Hermanos Colmenarez      | 21   | 12 | 6 | 3 | 3 | 23 | 19 | +4   | Clasifican a la liguilla |
| 7    | Atlético Furrial         | 20   | 10 | 6 | 2 | 2 | 16 | 8  | +8   | Clasifican a la liguilla |
| 8    | Yaracuyanos F.C.         | 19   | 10 | 6 | 1 | 3 | 18 | 8  | +10  | Clasifican a la liguilla |
| 9    | Real Frontera S.C.       | 17   | 12 | 5 | 2 | 5 | 22 | 19 | +3   |                          |
| 10   | Deportivo Petare         | 17   | 10 | 5 | 2 | 3 | 12 | 11 | +1   |                          |
| 11   | Yaracuy F.C.             | 16   | 10 | 5 | 1 | 4 | 14 | 12 | +2   |                          |
| 12   | Fundación AIFI           | 16   | 12 | 5 | 1 | 6 | 14 | 18 | −4   |                          |
| 13   | Deportivo JBL            | 14   | 12 | 4 | 2 | 6 | 33 | 29 | +4   |                          |
| 14   | Ciudad Vinotinto         | 10   | 12 | 2 | 4 | 6 | 8  | 15 | −7   |                          |
| 15   | ULA F.C.                 | 10   | 12 | 2 | 4 | 6 | 19 | 28 | −9   |                          |
| 16   | Dynamo Puerto            | 9    | 12 | 2 | 3 | 7 | 9  | 20 | −11  |                          |
| 17   | Chicó de Guayana         | 8    | 12 | 2 | 2 | 8 | 10 | 21 | −11  |                          |
| 18   | Libertador F.C.          | 7    | 10 | 2 | 1 | 7 | 7  | 14 | −7   |                          |
| 19   | GV Maracay               | 7    | 10 | 2 | 1 | 7 | 10 | 24 | −14  |                          |
| 20   | Ureña S.C.               | 5    | 12 | 1 | 2 | 9 | 8  | 29 | −21  |                          |

Actualizado a los partidos jugados el 14 de octubre de 2019.
 Fuente: 

## Liguilla
|  | Cuartos de final | Cuartos de final         | Cuartos de final | Cuartos de final    | Cuartos de final |   |       | Semifinales      | Semifinales | Semifinales | Semifinales | Semifinales |  |   | Final            | Final | Final | Final | Final |  |
|  |                  |                          |                  |                     |                  |   |       |                  |             |             |             |             |  |   |                  |       |       |       |       |  |
|  |                  |                          |                  |                     |                  |   |       |                  |             |             |             |             |  |   |                  |       |       |       |       |  |
|  | 4                | Atlético El Vigía        | 0                | 1                   | 1                |   |       |                  |             |             |             |             |  |   |                  |       |       |       |       |  |
|  | 4                | Atlético El Vigía        | 0                | 1                   | 1                |   |       |                  |             |             |             |             |  |   |                  |       |       |       |       |  |
|  | 5                | Atlético Furrial         | 2                | 0                   | 2                |   |       |                  |             |             |             |             |  |   |                  |       |       |       |       |  |
|  | 5                | Atlético Furrial         | 2                | 0                   | 2                |   | 5     | Atlético Furrial | 0           | 1           | 1 (4)       |             |  |   |                  |       |       |       |       |  |
|  |                  |                          |                  |                     |                  |   | 5     | Atlético Furrial | 0           | 1           | 1 (4)       |             |  |   |                  |       |       |       |       |  |
|  |                  |                          | 8                | Hermanos Colmenarez | 1                | 0 | 1 (3) |                  |             |             |             |             |  |   |                  |       |       |       |       |  |
|  | 1                | TFC Maracaibo            | 8                | Hermanos Colmenarez | 1                | 0 | 1 (3) | 0                | 2           | 2           |             |             |  |   |                  |       |       |       |       |  |
|  | 1                | TFC Maracaibo            |                  |                     |                  |   |       |                  |             | 2           |             |             |  |   |                  |       |       |       |       |  |
|  | 8                | Hermanos Colmenarez (v.) | 1                | 1                   | 2                |   |       |                  |             |             |             |             |  |   |                  |       |       |       |       |  |
|  | 8                | Hermanos Colmenarez (v.) | 1                | 1                   | 2                |   |       |                  |             |             |             |             |  | 5 | Atlético Furrial | 0     | 2     | 2     |       |  |
|  |                  |                          |                  |                     |                  |   |       |                  |             |             |             |             |  | 5 | Atlético Furrial | 0     | 2     | 2     |       |  |
|  |                  |                          | 6                | Yaracuyanos F.C.    | 0                | 3 | 3     |                  |             |             |             |             |  |   |                  |       |       |       |       |  |
|  | 3                | Petroleros de Anzoátegui | 6                | Yaracuyanos F.C.    | 0                | 3 | 3     | 0                | 0           | 0           |             |             |  |   |                  |       |       |       |       |  |
|  | 3                | Petroleros de Anzoátegui |                  |                     |                  |   |       |                  |             | 0           |             |             |  |   |                  |       |       |       |       |  |
|  | 6                | Yaracuyanos F.C.         | 3                | 0                   | 3                |   |       |                  |             |             |             |             |  |   |                  |       |       |       |       |  |
|  | 6                | Yaracuyanos F.C.         | 3                | 0                   | 3                |   | 6     | Yaracuyanos F.C. | 3           | 3           | 6           |             |  |   |                  |       |       |       |       |  |
|  |                  |                          |                  |                     |                  |   | 6     | Yaracuyanos F.C. | 3           | 3           | 6           |             |  |   |                  |       |       |       |       |  |
|  |                  |                          | 7                | UCV F.C.            | 1                | 1 | 2     |                  |             |             |             |             |  |   |                  |       |       |       |       |  |
|  | 2                | Angostura F.C.           | 7                | UCV F.C.            | 1                | 1 | 2     | 1                | 0           | 1           |             |             |  |   |                  |       |       |       |       |  |
|  | 2                | Angostura F.C.           |                  |                     |                  |   |       |                  |             | 1           |             |             |  |   |                  |       |       |       |       |  |
|  | 7                | UCV F.C.                 | 1                | 1                   | 2                |   |       |                  |             |             |             |             |  |   |                  |       |       |       |       |  |
|  | 7                | UCV F.C.                 | 1                | 1                   | 2                |   |       |                  |             |             |             |             |  |   |                  |       |       |       |       |  |
|  |                  |                          |                  |                     |                  |   |       |                  |             |             |             |             |  |   |                  |       |       |       |       |  |

### Cuartos de final
- La hora de cada encuentro corresponde al huso horario que rige a Venezuela (UTC-4)

#### Hermanos Colmenarez-TFC Maracaibo
| Ida, 19 de octubre de 2019, 15:30; | Hermanos Colmenarez | 1:0 (0:0) | TFC Maracaibo | Estadio Reinaldo Melo, Barinas                          |                                                         |
|                                    | - Manzanilla 88'    |           |               | Asistencia: 950 espectadores Árbitro(s): Yorman Delgado | Asistencia: 950 espectadores Árbitro(s): Yorman Delgado |

| Vuelta 26 de octubre de 2019, 00:00; | TFC Maracaibo     | 2:1 (0:1) (Global 2:2) | Hermanos Colmenarez | Pachencho Romero, Maracaibo                            |                                                        |
|                                      | - Alarcón 75' 86' |                        | - 45+2' Cabrera     | Asistencia: 326 espectadores Árbitro(s): Darwin Colina | Asistencia: 326 espectadores Árbitro(s): Darwin Colina |

#### Atlético Furrial-Atlético El Vigía
| Ida, 18 de octubre de 2019, 16:00; | Atlético Furrial          | 2:0 (2:0) | Atlético El Vigía | Estadio Rafael Calles Pinto, Guanare                   |                                                        |
|                                    | - Urbina 19' - Alfaro 36' |           |                   | Asistencia: 210 espectadores Árbitro(s): Yordwin Silva | Asistencia: 210 espectadores Árbitro(s): Yordwin Silva |

| Vuelta, 27 de octubre de 2019, 15:30; | Atlético El Vigía | 1:0 (0:0) (Global 1:2) | Atlético Furrial | Estadio Ramón Hernández, El Vigía                           |                                                             |
|                                       | - Mejía 64'       |                        |                  | Asistencia: 2.000 espectadores Árbitro(s): Isabel Rodríguez | Asistencia: 2.000 espectadores Árbitro(s): Isabel Rodríguez |

#### UCV F.C.-Angostura F.C.
| Ida, 19 de octubre de 2019, 15:30; | UCV F.C.   | 1:1 (1:1) | Angostura F.C. | Olímpico de la UCV, Caracas                            |                                                        |
|                                    | - Díaz 34' |           | - 31' Gómez    | Asistencia: 302 espectadores Árbitro(s): Carlos Romero | Asistencia: 302 espectadores Árbitro(s): Carlos Romero |

| Vuelta, 27 de octubre de 2019, 16:00; | Angostura F.C. | 0:1 (0:0) (Global 1:2) | UCV F.C.      | Ricardo Tulio Maya, Ciudad Bolívar                                                              |                                                                                                 |
|                                       |                |                        | - 67' Cordero | Asistencia: 1.500 espectadores Árbitro(s): Alejandro Velásquez Transmisión:Meridiano Televisión | Asistencia: 1.500 espectadores Árbitro(s): Alejandro Velásquez Transmisión:Meridiano Televisión |

#### Yaracuyanos F.C.-Petroleros de Anzoátegui
| Ida, 19 de octubre de 2019, 15:30; | Yaracuyanos F.C.                        | 3:0 (1:0) | Petroleros de Anzoátegui | Florentino Oropeza, Yaracuy                              |                                                          |
|                                    | - Carillo 7' - Márquez 52' - Blanco 91' |           |                          | Asistencia: 1.173 espectadores Árbitro(s): Nain Martínez | Asistencia: 1.173 espectadores Árbitro(s): Nain Martínez |

| Vuelta, 27 de octubre de 2019, 15:30; | Petroleros de Anzoátegui | 0:0 (Global 0:3) | Yaracuyanos F.C. | Estadio José Antonio Anzoátegui, Puerto La Cruz           |  |
|                                       |                          |                  |                  | Asistencia: 425 espectadores Árbitro(s): Gregory González |  |

### Semifinal

#### Hermanos Colmenarez-Atlético Furrial
| Ida, 2 de noviembre de 2019, 15:30; | Hermanos Colmenarez  | 1:0 (0:0) | Atlético Furrial | Estadio Reinaldo Melo, Barinas                            |                                                           |
|                                     | - José Hernández 77' |           |                  | Asistencia: 1.350 espectadores Árbitro(s): Anderson Tovar | Asistencia: 1.350 espectadores Árbitro(s): Anderson Tovar |

| Vuelta, 8 de noviembre de 2019, 15:30; | Atlético Furrial | 1:0 (1:0) (5:3 p.)(Global 1:1) | Hermanos Colmenarez | Estadio Rafael Calles Pinto, Guanare                                    |                                                                         |
|                                        | - Alfaro 45+1'   |                                |                     | Asistencia: 552 espectadores Árbitro(s): [[{{{2}}}]] Juan Carlos Cabeza | Asistencia: 552 espectadores Árbitro(s): [[{{{2}}}]] Juan Carlos Cabeza |

#### UCV F.C.-Yaracuyanos F.C.
| Ida, 2 de noviembre de 2019, 16:00; | UCV F.C.     | 1:3 (0:1) | Yaracuyanos F.C.               | Olímpico de la UCV, Caracas                                                            |                                                                                        |
|                                     | - Mina 90+5' |           | - 23' 82' Blanco - 70' Lizardo | Asistencia: 418 espectadores Árbitro(s): María Herrán Transmisión:Meridiano Televisión | Asistencia: 418 espectadores Árbitro(s): María Herrán Transmisión:Meridiano Televisión |

| Vuelta, 9 de noviembre de 2019, 15:30; | Yaracuyanos F.C.                            | 3:1 (1:0) (Global 6:2) | UCV F.C.    | Florentino Oropeza, Yaracuy                               |                                                           |
|                                        | - Castillo 45' - Blanco 45+2' - Lizardo 77' |                        | - 58' Pérez | Asistencia: 3.850 espectadores Árbitro(s): Yorman Delgado | Asistencia: 3.850 espectadores Árbitro(s): Yorman Delgado |

### Final

#### Yaracuyanos F.C.-Atlético Furrial
| Ida, 16 de noviembre de 2019, 15:30; | Yaracuyanos F.C. | 0:0 | Atlético Furrial | Florentino Oropeza, Yaracuy                                   |  |
|                                      |                  |     |                  | Árbitro(s): Isabel Rodríguez Transmisión:Meridiano Televisión |  |

| Vuelta, 22 de noviembre de 2019, 15:30; | Atlético Furrial          | 2:3 (1:2) (Global 2:3) | Yaracuyanos F.C.               | Estadio Rafael Calles Pinto, Guanare         |                                              |
|                                         | - Moreno 33' - Vargas 68' |                        | - 7' Carrasquel - 37' Graterol | Árbitro(s): Transmisión:Meridiano Televisión | Árbitro(s): Transmisión:Meridiano Televisión |

## Estadísticas

### Goleadores
Actualizado al 13 de septiembre de 2019
| Pos. | Jugador             | Club                     | Goles |
| ---- | ------------------- | ------------------------ | ----- |
| 1    | Wender Cermeño      | Angostura F.C.           | 12    |
| 2    | Rene Alarcon        | TFC Maracaibo            | 6     |
| 3    | Johan Landaeta      | Deportivo JBL del Zulia  | 5     |
| 3    | Kerwin Cedeño       | Deportivo JBL del Zulia  | 5     |
| 5    | Ángel Hernández     | ULA F.C.                 | 4     |
| 5    | Erick Ortega        | TFC Maracaibo            | 4     |
| 7    | Javier Jaramillo    | Libertador F.C.          | 3     |
| 7    | Heiber Díaz         | UCV F.C.                 | 3     |
| 7    | Ángel Urdaneta      | ULA F.C.                 | 3     |
| 7    | Jermaine Valencillo | Petroleros de Anzoátegui | 3     |